# 一畑電気鉄道デハニ50形電車
一畑電気鉄道デハニ50形電車（いちばたでんきてつどうデハニ50がたでんしゃ）は、（一畑電気鉄道→）一畑電車に在籍する電車である。本項では、本形式のうち1両を改造したデハ10形電車（2代）についても解説する。

## 製造経緯

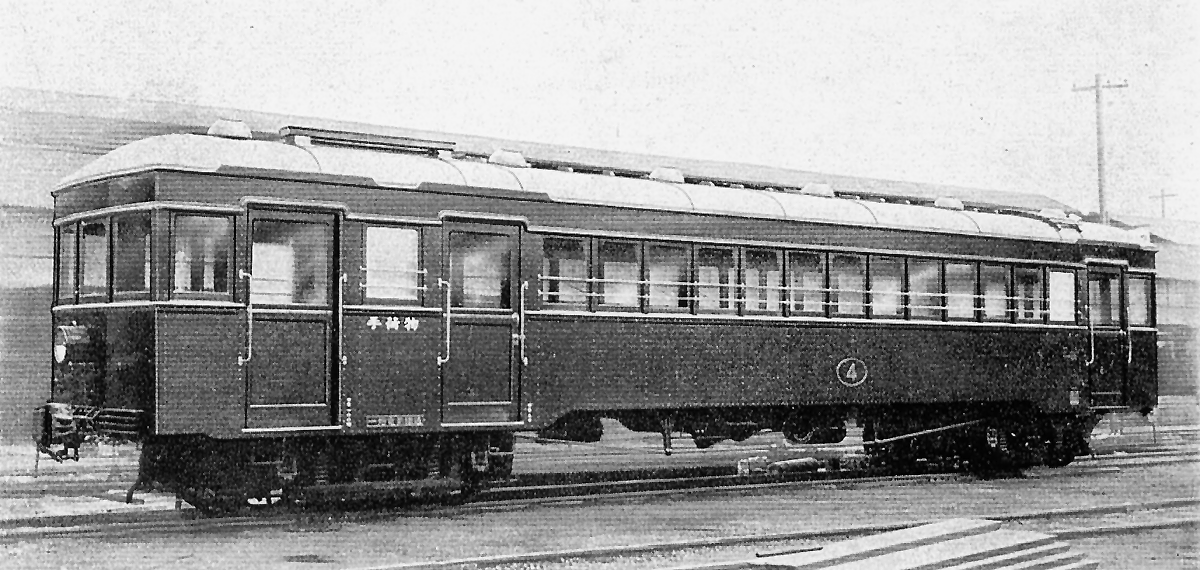
完成直後のクハ4

一畑電車の前身である一畑電気鉄道の自社発注車両で、1928年の北松江線小境灘（現・一畑口） - 一畑駅間開業で同線が全通した際に、これに伴う車両所要数増に対応して、まず以下の2両が新造された。
- 3形クハ3・クハ4

1928年4月竣工。小手荷物室付制御車(Tc)。
さらに、1930年の大社線川跡 - 大社神門間開業に先行し、1929年に最初から電装を施して以下の2両が新造された。
- デハニ50形デハニ53・デハニ54

1929年12月竣工。小手荷物室付制御電動車(Mc)。
4両とも名古屋の日本車輌製造本店製である。

## 車体
設計当時最新であったリベット組み立てと溶接組み立てを併用する構造の半鋼製16m級車体を備える。
1928年製の2両と1929年製の2両では、図面番号がそれぞれ「外イ 3948」と「外イ 6364」と異なっており、基本的なレイアウトは同一であるが、車体の一部の組み立て方法がリベットによる鋲接から電気溶接に変更され、車内天井部の構造が簡素化されるなど、細部設計には様々な相違が存在する。
その設計は当時の日本車輌製造による地方私鉄向け電車の標準規格設計に則ったもので、合理的かつ堅牢な車体を備える。
本形式はメートル制施行後の設計であるが、各部の寸法はメトリックではなくヤードポンド法に従っており、車体の全長は50フィート2 1/2インチ（15.3035m）、台車心皿間距離は33フィート8インチ（10.2616 m）となっている。車体の全長をはじめとする主要部寸法は全て先行して日本車輌製造本店で製作されたデハ1形のそれを踏襲しており、各部設計も手小荷物室設置に伴う区画の変更以外は極力デハ1形の設計と共通化を図っている。
新造時には、台枠下部の台車間にトラス棒と呼ばれる補強用の鋼棒が取り付けられていた。
妻面は三面折妻構造とし、貫通路のない非貫通形となっている。
側面窓配置は1d(1)D 12 (1)D1 あるいは1D(1) 12 D(1)d1（D:客用扉、d：荷物扉、数字:窓数）で、荷物扉のドアレール位置を客用扉から一段奥に移して干渉をさけることで、手小荷物室に隣接する客用扉と荷物扉の戸袋窓を1枚で共用する設計となっている。側窓は一段下降式で、窓の上下にウィンドウヘッダーおよびウィンドウシルと呼ばれる補強用の帯金が露出して取り付けられている。また、窓下部に線路と平行して保護棒が2本ずつ設置されており、窓枠は木製である。
屋根はシンプルな丸屋根で、屋根中央には一端のパンタ台部分からもう一端に向かってランボードと呼ばれる歩み板が設置され、その両脇に2列各6個のお椀形通風器がほぼ等間隔となるように設置されている。これらの通風器は左右の2個一組でその中央直下に位置する白熱電球による室内灯灯具と一体の通風口経由で車内と車外の換気を行う構造となっており、これにより合計6基の室内灯が車内天井中央にほぼ等間隔に並べて設置されている。なお、デハニ53・デハニ54だけでなく、クハ3・クハ4についても新造時より手荷物室部直上にパンタ台を備えた状態で竣工している。
座席はロングシートで、客用扉間の側窓11枚分にのみ設置されており、客用扉に隣接する側窓各1枚分の区画は立席スペースとなっている。
床板は木製で、短冊状の板を敷き詰める一般的な構造である。なお、制御車として竣工したクハ3・クハ4についても、新造時より床板の台車部分に主電動機および駆動装置保守用のトラップドアが4カ所設置されており、屋根上のパンタ台ともども将来の電装を前提として設計されていた。

## 主要機器
電装品は三菱電機製の機器を搭載する。

### 制御器
三菱電機の技術提携先であるアメリカのウェスティングハウス・エレクトリック(WH)社からのライセンス供与に基づき設計製作された、HL電空単位スイッチ式手動加速制御器を搭載する。
なお、WH社および三菱電機の型番付与ルールでは、界磁接触器を搭載し弱め界磁制御に対応する制御器は型番末尾に"F"を付与することになっており、このルールに従うとHL制御器はHLF制御器となるが、後述する改造工事で界磁接触器を追加搭載し、弱め界磁制御機能を付加された、本形式をはじめとする一畑電気鉄道のHL制御器搭載車は現役時代の最終期までHLF制御器ではなくHL制御器搭載を公称している。

### 主電動機
三菱電機 MB-98AFG 直流直巻整流子電動機を電動車の各台車に2基ずつ吊り掛け式で装架する。歯数比は75:16(4.69)であったが、後に71:20(3.55)に改造した。
このMB-98系電動機は端子電圧750V時1時間定格出力75kW、というスペックからWH社のWH-556-J6のスケッチ生産品とも言われた機種で、一畑電気鉄道電化当時のデハ1形、本形式、それにデキ1形デキ1の3形式以外では、デキ1形の姉妹車にあたる三河鉄道キ10形5両と、同じく三河鉄道のデ300形2両、それに信濃鉄道の電車などの信州の地方私鉄何社かの車両に採用された程度に留まる。
だが、実際にはこの電動機は定格回転数が890rpmで、額面上の定格出力こそ同等であったが、定格回転数が985rpmと低トルク高速回転特性を備えるWH-556-J6とは出力特性が全く異なっており、オリジナルを忠実に模倣するスケッチ生産品とは言い難いものであった。そのため、両機種を混用した名古屋鉄道（名鉄）ではそれらを搭載した車種を種車として製作された車体更新車の3700系を高松琴平電気鉄道（琴電）へ譲渡する際に、搭載電動機を全てMB-98Aに振り替えて送り出し、性能の良いWH-556-J6を手元に残すという判断を行っている。さらにこの電動機を受け取った琴電でも、その低性能ゆえにこれらのMB-98Aをより強力な三菱電機MB-115-AF（端子電圧750V時1時間定格出力93.3kW）や日立製作所HS-267（端子電圧750V時1時間定格出力94.4kW）へ短期間で全数交換しており、また信濃鉄道の国有化でこの電動機を手にした国鉄も制式形式を与える際にWH-556-J6をMT33、MB-98をMT34と別形式として運用上の注意を喚起するなど、このタイプの電動機は主立った導入各社でおしなべて低評価であったことが知られている。
一方で、この電動機は高速運転には向かなかったものの、山岳線で運用される電車や貨車牽引を行う電車に必要な強いトルク性能を持っており、そのため、本形式と同時期に日車が各社へ供給した標準設計車体を備える地方私鉄向け中型・小型電車では三菱電機製HL制御器とセットでこの電動機を採用したケースが幾つかあり、中には「丸窓電車」として後年有名になった上田交通モハ5250形電車のように、新造から廃車までこの電動機をほぼ無改造のまま長期にわたって使用し続けた例も存在した。
一畑電気鉄道で自社発注車3形式（デハ1形・デハ20形・デハニ50形）の電動機に対して戦後実施された弱め界磁制御への対応工事は、こうした低回転強トルクの出力特性を備えるMB-98系電動機の難点、つまり高速域での出力特性を改善するものである。本形式は改造後の歯数比3.55でさえ全界磁定格速度40.5km/hと名鉄のWH-556-J6搭載車が歯数比3.045の全界磁で定格速度52km/h程度の性能を発揮していたのと比較すると著しく鈍足で、全界磁並列最終段でも最高速度75km/hでの運転が精一杯であったが、弱め界磁取り付けとそれに続く歯数比変更の2つの改造により、弱め界磁段を用いて営業運転での認可最高速度を85km/hまで引き上げることは可能となった。

### 台車
メーカーである日本車輌製造がボールドウィン・ロコモティブ・ワークス(BLW)社製のボールドウィンA形台車をデッドコピーして製作した、D形台車と呼ばれる形鋼組み立て釣り合い梁式台車の一種である、D16を装着する。軸距2,134 mm、車輪径860 mm、心皿荷重上限16 tである。

### ブレーキ
手ブレーキ、およびアメリカのウェスティングハウス・エアブレーキ社が開発し、三菱造船所・三菱電機がライセンス供与を受けたSME非常直通ブレーキを搭載する。

### 集電装置
集電装置は当初は三菱電機 S-514-A 菱枠パンタグラフを1基搭載した。
S-514-AはWH社が開発したパンタグラフのライセンス生産品で、一畑電気鉄道以外でも三菱電機製機器のユーザーであった大阪電気軌道・参宮急行電鉄・神戸有馬電気鉄道などの各社で幅広く使用された機種である。もっとも後年、三菱電機がパンタグラフの生産から撤退したため、これを採用していた各社とも東洋電機製造などの他社製パンタグラフへの交換を余儀なくされている。

## 運用

### 登場からさよなら運転まで
デハニ51・デハニ52号となる車両は当初電装されておらず、小手荷物室付制御客車として1928年4月7日付監第985号で設計認可を受け、1928年4月7日付で竣功届を提出した。メーカーである日本車輌製造が1928年に発行したカタログにおいても、本車を「郊外用小手荷物室附附隨電車」と記し、手小荷物室付きの附随車として一畑電気鉄道からオーダーされたものであったことと、既存電動車の設計をベースに区画割りなどの小変更を施すことで、規格を統一した車両製作に努めていることを紹介している。。なお、1928年は北松江線小境灘駅（現・一畑口駅） - 北松江駅（現・松江しんじ湖温泉駅）間が開業した年に当たる。
竣功届については鉄道省が1928年6月4日付監鉄第2503号ノ1で「記号『クハ』トアルヲ『クハニ』ト訂正スルコト」と照会し、さらに1929年5月23日付監鉄第2503号ノ2で至急回答するよう督促したが、一畑電気鉄道は、1929年5月28日付庶第83号で「今年三月三十一日付庶第五二号ヲ以テ電動客車ニ改造方認可申請致置候ニ付御認可ヲ得タル上形式称号及車輌番号変更致度候間左様御諒承被下度此段及御願候也」と回答し訂正を拒んだ。
この小手荷物室付制御客車の竣功図は「BATADEN 一畑電車百年ものがたり」に収録されており、それによれば形式称号および記号番号は3形クハ3 - クハ4号である。
電動客車への改造については、1929年3月31日付庶第52号で「弊社旅客、貨物ノ輸送能力ノ増加ト共ニ車輌ノ利用率ヲ高メル為」との理由から設計変更認可申請をし、1929年6月13日付監第1939号で認可を受け、1929年7月1日付庶第100号で竣功届を提出した。この竣功届では3形クハニ3 - クハニ4号からデハニ50形デハニ51 - デハニ52号に改造したことになっている。
また、1929年（昭和4年）には大社線の開業に備えてデハニ53・デハニ54が増備された。
1951年（昭和26年）10月にはデハニ51が手小荷物室を撤去し、窓配置を1D(1) 14 (1)D1へ変更、扉間の座席をロングシートとクロスシートの組み合わせによる セミクロスシートへ変更の上、デハ20形デハ21となった。また同じ年にはデハ1形、デハ20形とともにデハニ50形に弱め界磁機能を取り付ける改造が行われ、認可最高速度が75km/hから85km/hに向上した。もっとも、高速域での運転性能の向上には弱め界磁の付加だけでは不十分であったらしく、1955年7月7日付で歯数比が4.96から3.55へ変更されている。
1967年（昭和42年）9月には、デハニ54が荷物室と片側の運転台を撤去し、客用扉にドアエンジンを付加して自動扉化した上でデハ11（2代）に改番された。デハ11はデハ1形デハ7を改造したクハ111（2代）と2両編成を組成したが、90系入線のため1986年（昭和61年）3月24日をもって廃車となった。
| デハニ52前面。窓枠が木製で車体色に塗られているほか、窓柱の上下にもリベットが続いている |  | デハニ53前面。窓枠がアルミ製無地で、窓柱の上下にリベットがない |
| デハニ52前面。窓枠が木製で車体色に塗られているほか、窓柱の上下にもリベットが続いている |  | デハニ53前面。窓枠がアルミ製無地で、窓柱の上下にリベットがない |

デハニ50形は自動化された客用ドアを最後まで装備しなかった。一畑電気鉄道ではこのような車両を「在来車」と呼び、車体塗装を他の車両と変えることで区別していた。他の旧型車が黄色（カナリア色に近い）で塗装されていたのに対して、デハニ50形の車体色がオレンジであるのはこのためである。デハニ50形は“在来車”として最後の車両で、自動化された客用ドアを持たない営業用の電車としても日本で最後の車両である。
一畑電車の近代化が完了した1998年（平成10年）以降は、数少なくなった昭和初期の車両として団体列車などに運用されていた。デハニ52は、新型2100系の入線を控えた1994年（平成6年）9月、松江市の定期観光コースに使用するためにお座敷列車「ふるさと号」に改装された。この際に形式称号から荷物室を持つことを表す「ニ」が消えてデハ52となっているが、その後も「デハニ52」と表記されていることが多い。観光コース自体は利用が伸び悩んだために1996年（平成8年）9月30日に中止となっている。一方のデハニ53はラッシュ時の増結用となっていたが、北松江線の近代化が進んだために1996年10月1日に定期運用を外れた。3年後の1999年（平成11年）6月には畳敷きに改装され、デハ52同様ビール列車などの団体運用に従事するようになった。両車とも、工事列車の牽引車としても使用され、無蓋車ト60を牽引して保線に従事することがあった。冬季にはスノープラウを装着して除雪作業にもあたったほか、救援用にも使用された。なお、1995年（平成7年）にはエバーグリーン賞を受賞している。

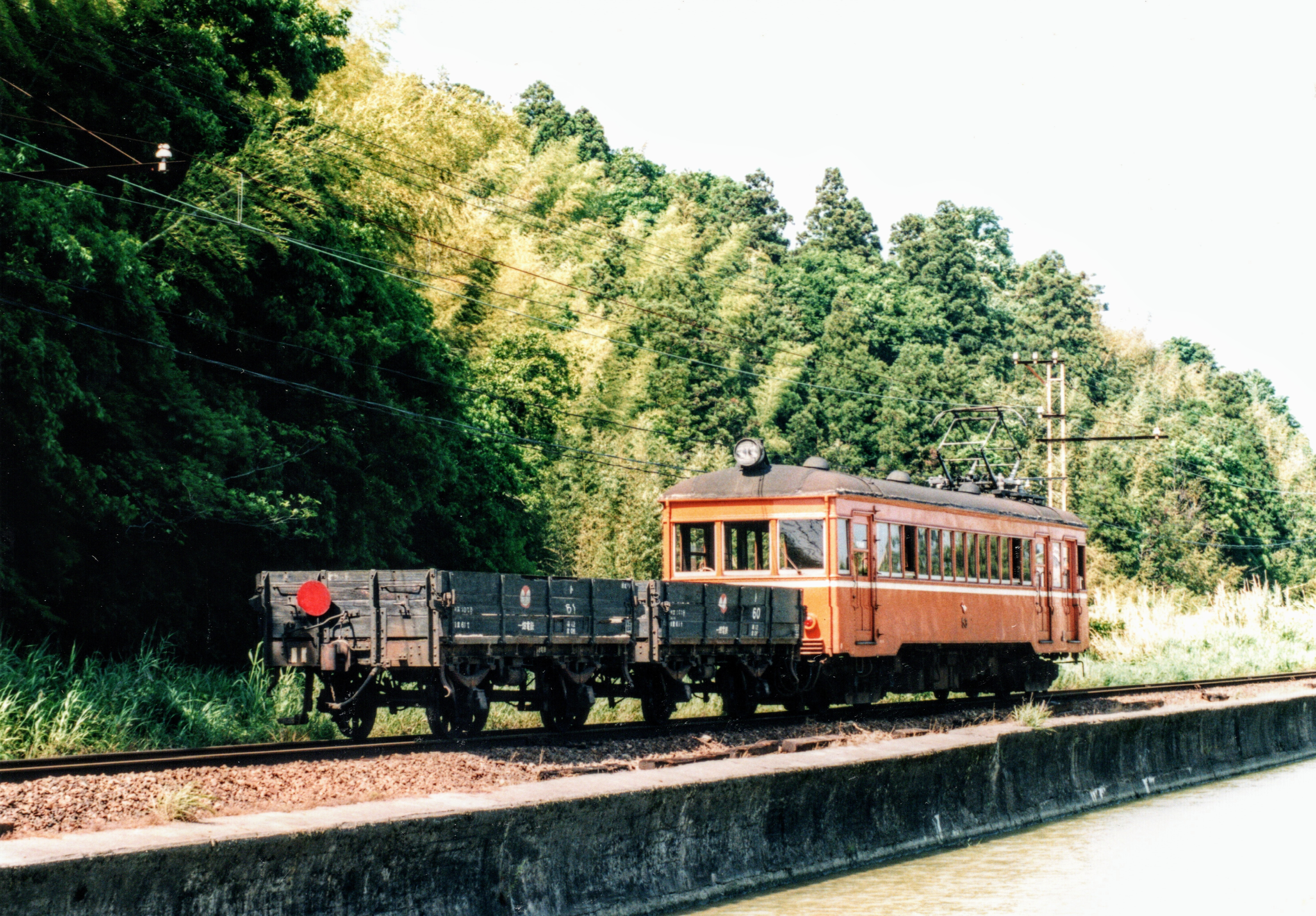
貨車を牽引中のデハニ50

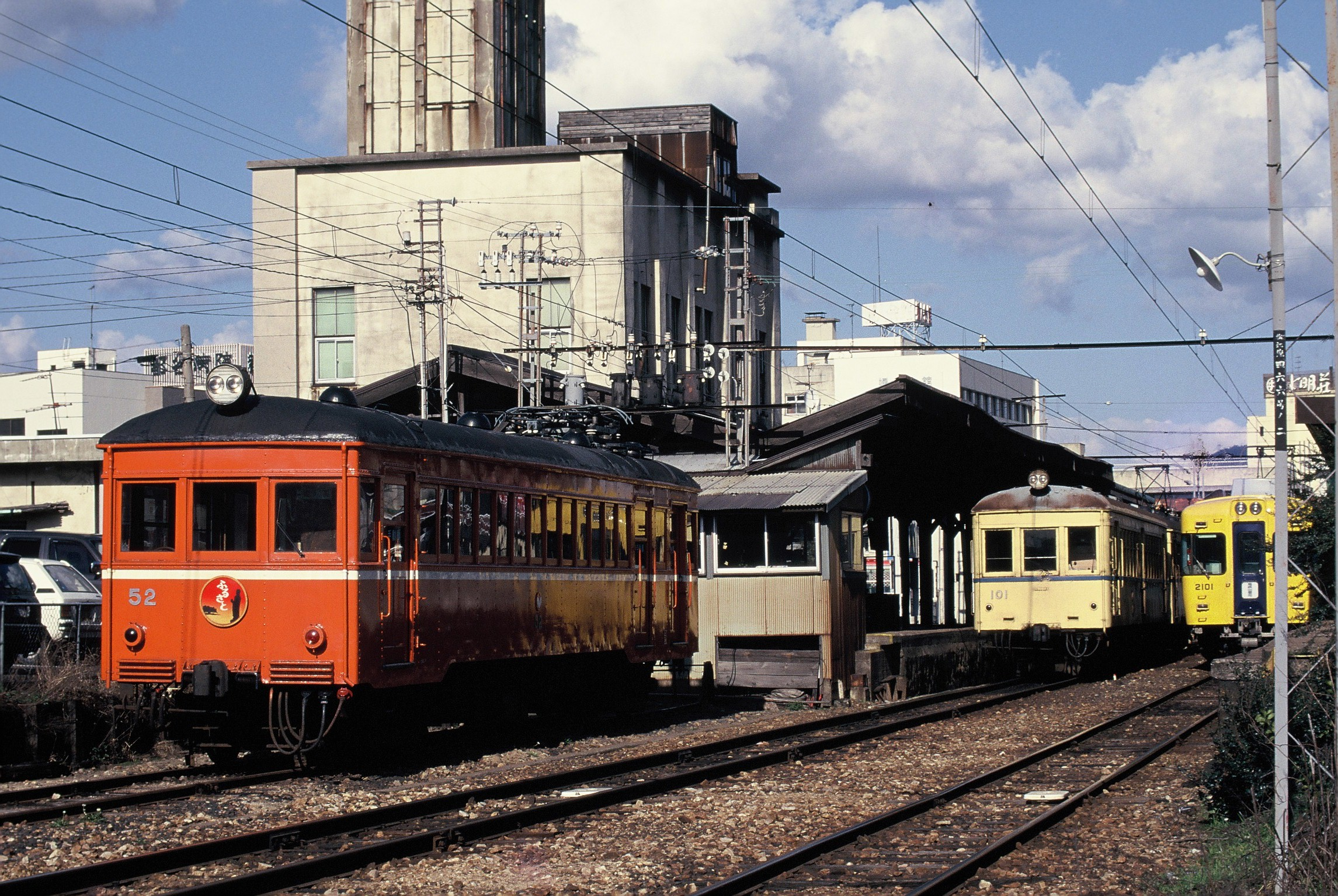
松江温泉駅側線に停車中のデハニ50

しかし年を追うに従って交換部品の確保の観点から保守が難しくなった上、さらにブレーキシステムが単一系統であること・手動扉・ATS未設置・不燃化対策も未施工と、車両の安全基準を満たすことが出来ず、新たに更新を行うことさえ出来なくなったことから、2009年（平成21年）3月29日に実施されたさよなら運転をもって営業運転を終了した。
普段はデハニ53が雲州平田駅構内に留置され、デハニ52が出雲大社前駅で展示されている。車籍は残されており、映画撮影時（後述）には本線を走行している。

### 映画への登場
| 映画「RAILWAYS」撮影のため改装されたデハニ52車内。天井に段差（二重屋根の明かり取り窓部を模したもの）のある構造となっている。 |  | 映画「RAILWAYS」撮影のため改装されたデハニ53車内。52とは異なり網棚は撤去された。シンプルな丸天井となっている。 |
| 映画「RAILWAYS」撮影のため改装されたデハニ52車内。天井に段差（二重屋根の明かり取り窓部を模したもの）のある構造となっている。 |  | 映画「RAILWAYS」撮影のため改装されたデハニ53車内。52とは異なり網棚は撤去された。シンプルな丸天井となっている。 |

さよなら運転の後、2009年8月には一畑電車を舞台とした映画『RAILWAYS 49歳で電車の運転士になった男の物語』のロケーション撮影に用いられ、本線を走行している。
同作では、撮影に当たってロングシートへの改装が行われている（お座敷の構造物の撤去までを一畑電車が手がけ、ロングシートの再設置は映画の美術スタッフによる。吊り手は沿線の保育園に保存されているデハ3・6のものを借用）。撮影終了後、デハニ52の吊り手は借用であったため撤去されたが、デハニ53については廃車となったバスの吊り革を流用し復元した。車内のロングシートおよび荷物室は、2両共そのまま残されている。

## 車両番号の変遷
| 製造年 | デハニ50形時代の車両番号 | 改造年 | 改番後の形式 | 改番後の車両番号 | 廃車年 |
| ------ | ------------------------ | ------ | ------------ | ---------------- | ------ |
| 1928年 | デハニ51                 | 1951年 | デハ20形     | デハ21           | 1994年 |
| 1928年 | デハニ52                 | 1994年 |              | デハ52           | 在籍   |
| 1929年 | デハニ53                 |        |              |                  | 在籍   |
| 1929年 | デハニ54                 | 1967年 | デハ10形     | デハ11           | 1986年 |

## ギャラリー

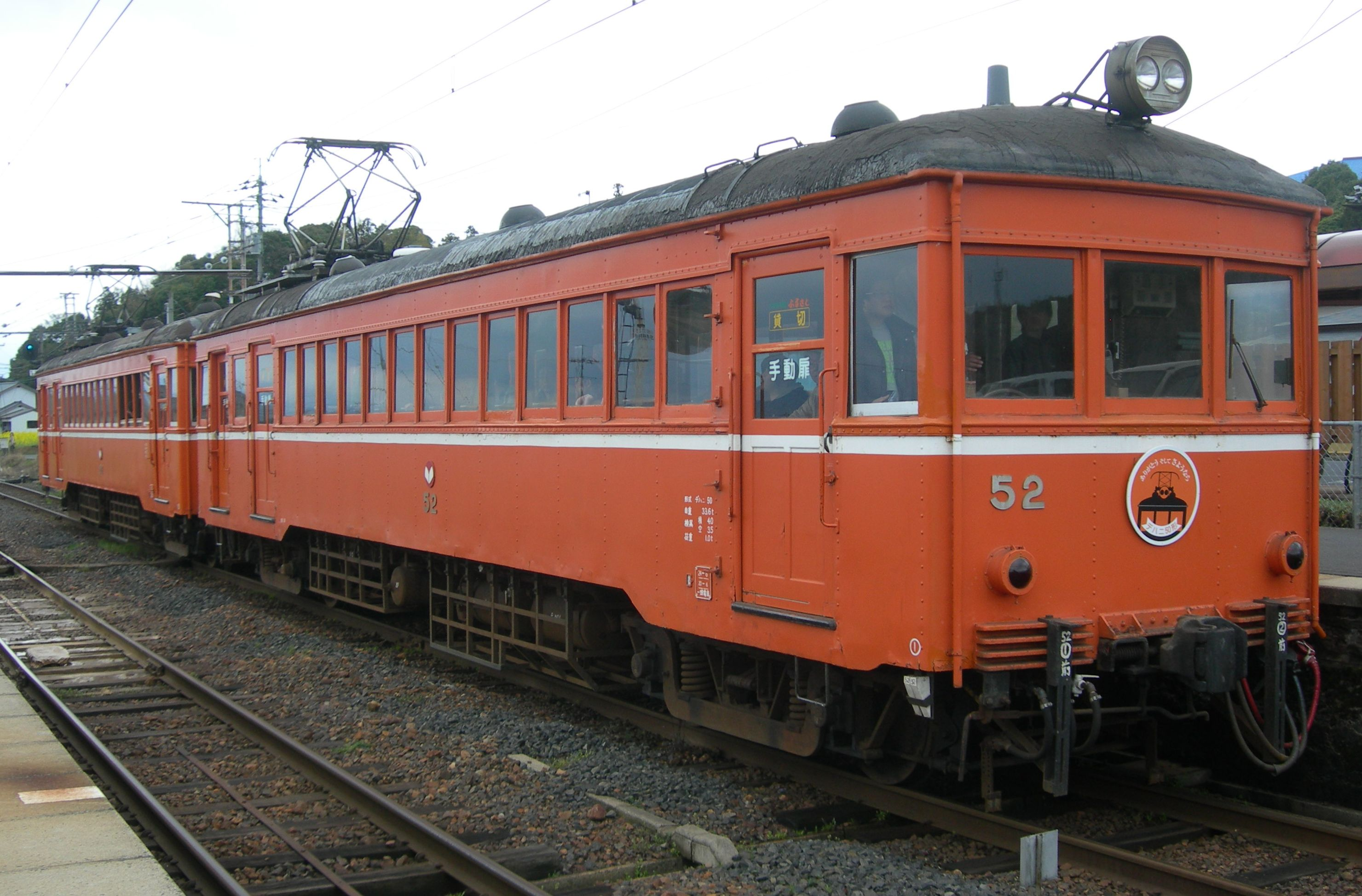
デハニ52（さよなら運転時）。木製の窓枠が確認できる。
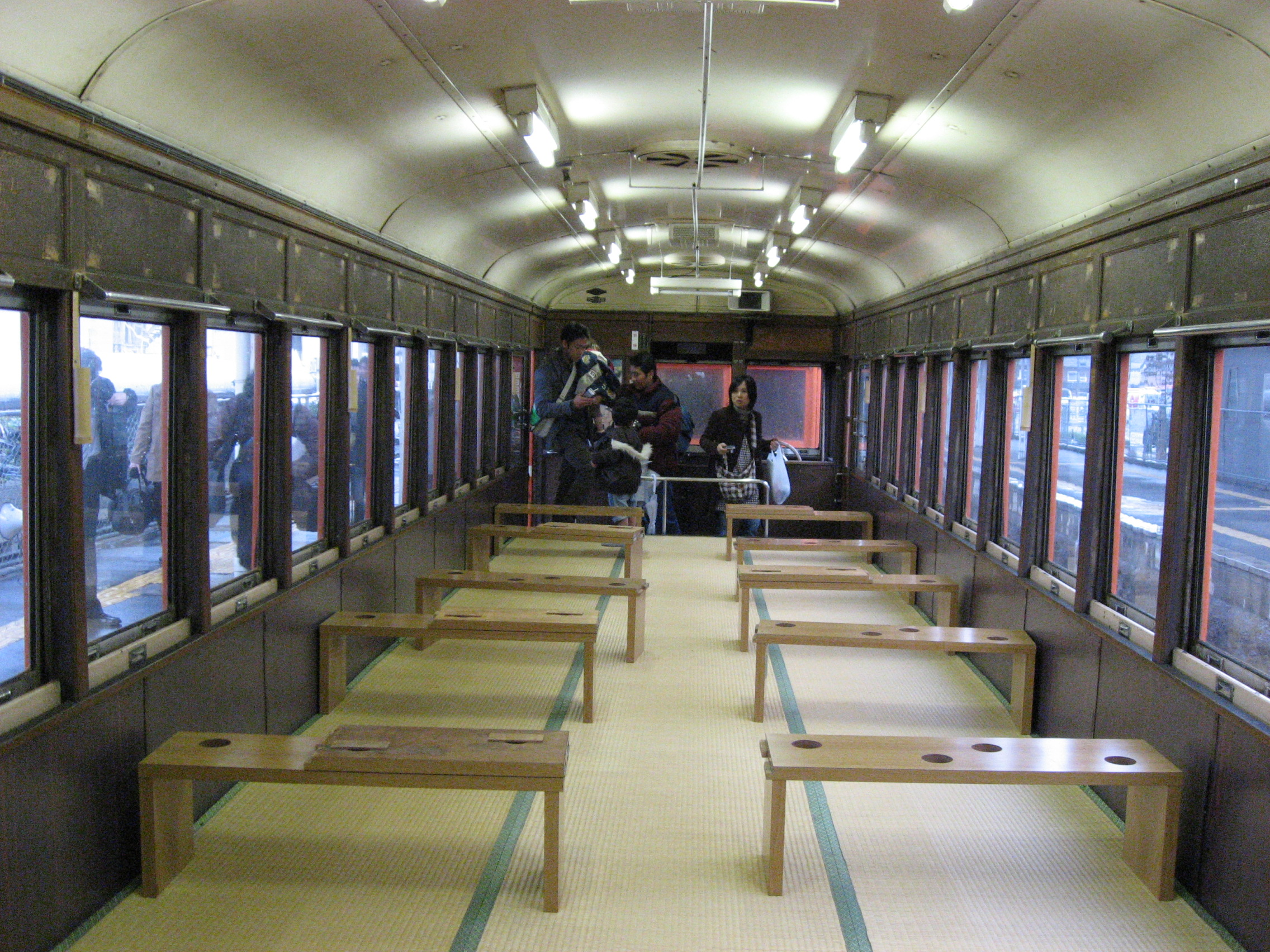
お座敷車両として使用されていた頃のデハニ53内部
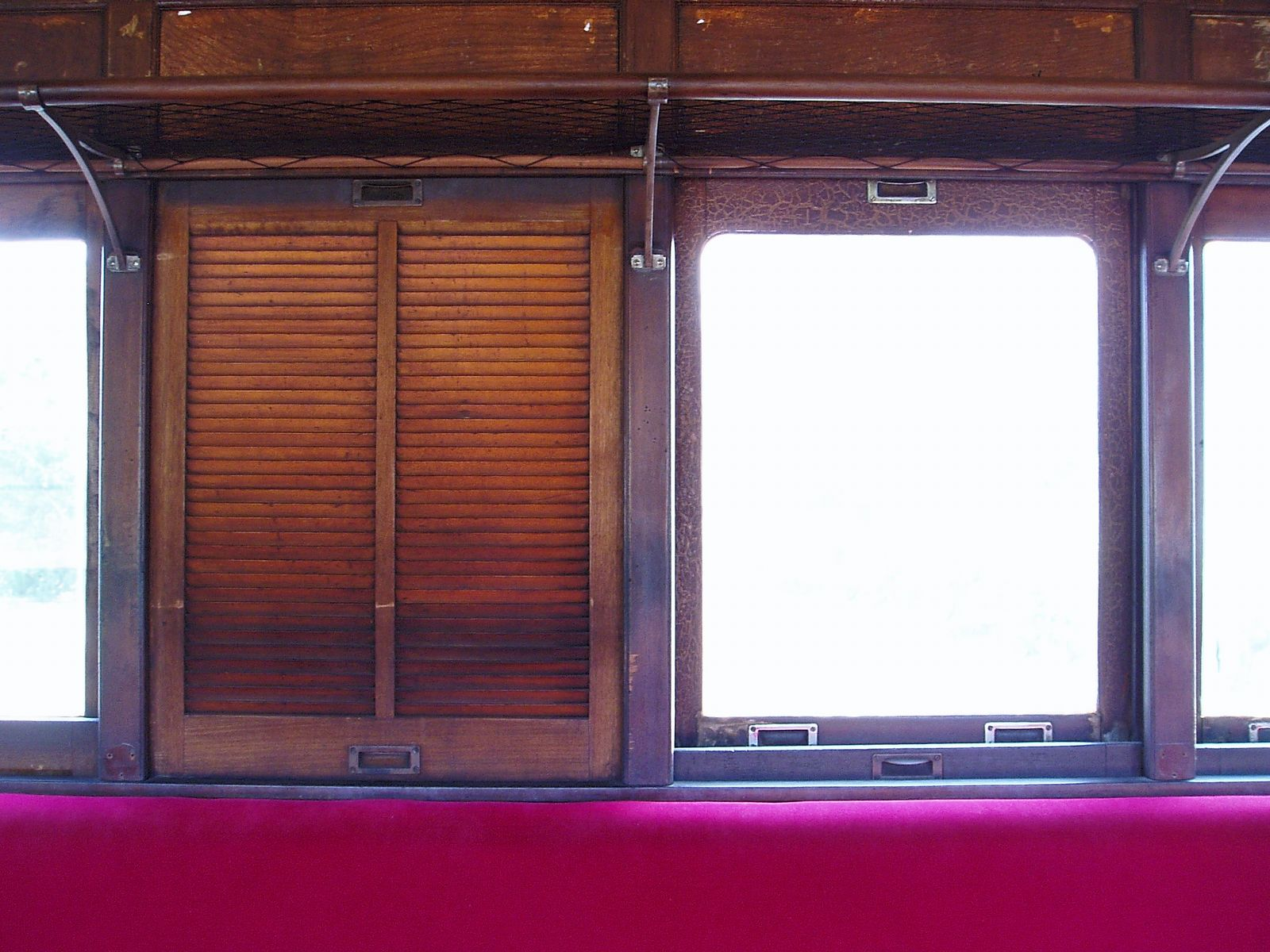
木製のよろい戸
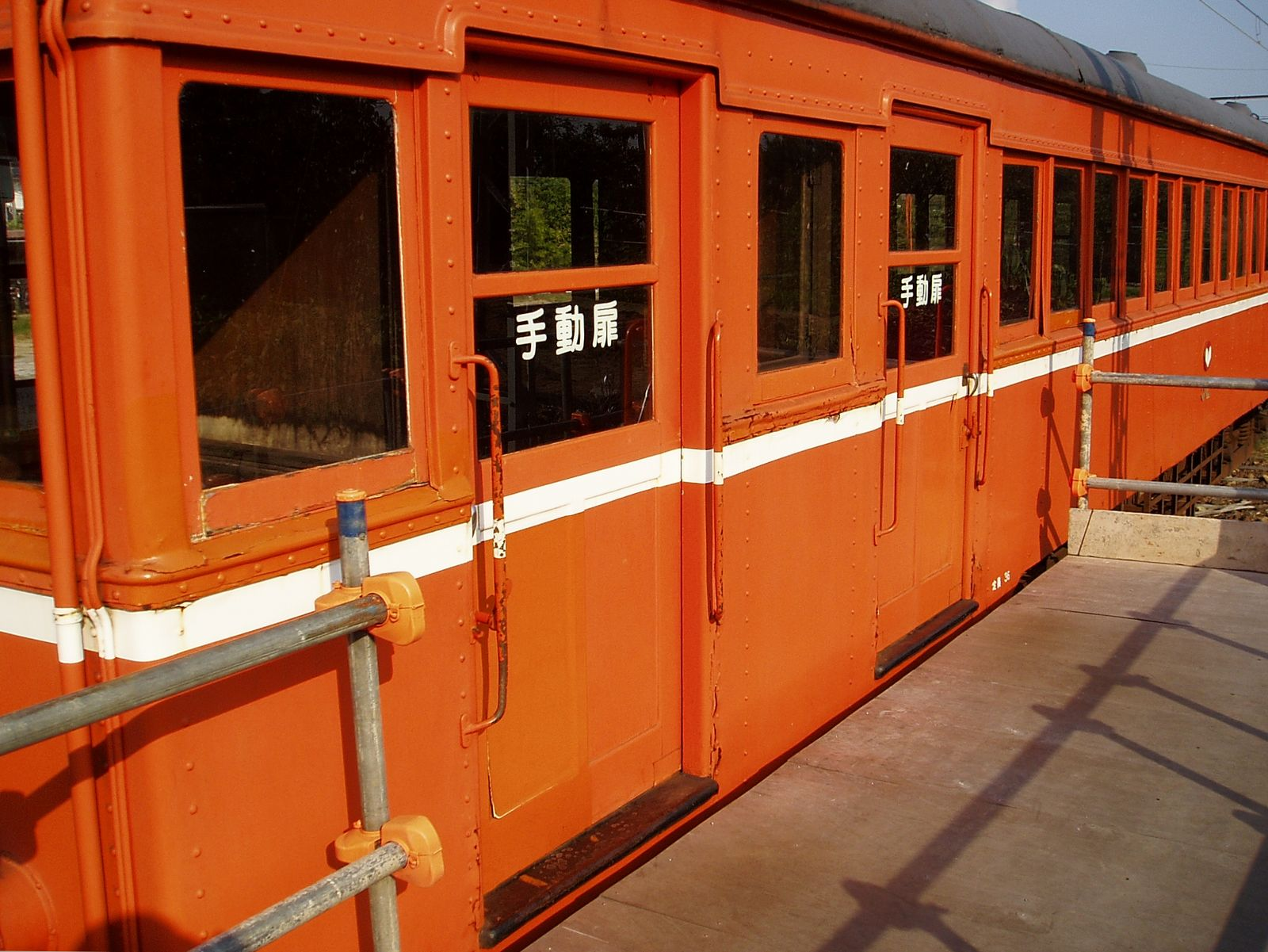
ドアは手動
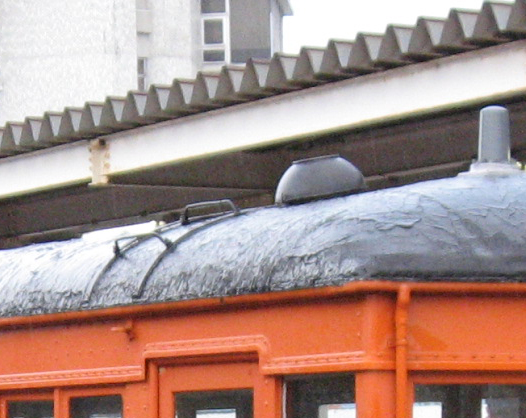
おわん型ベンチレーター
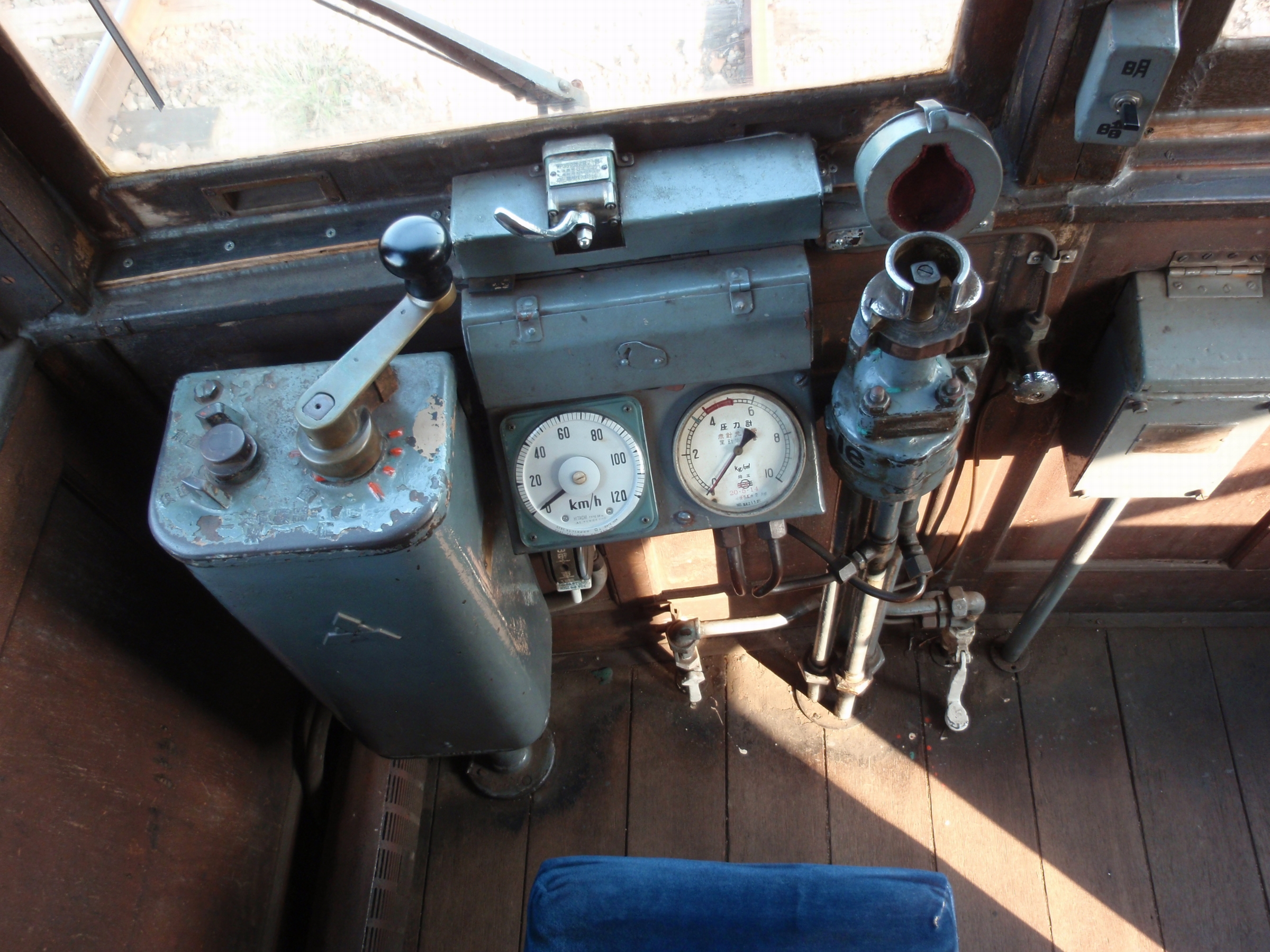
運転台
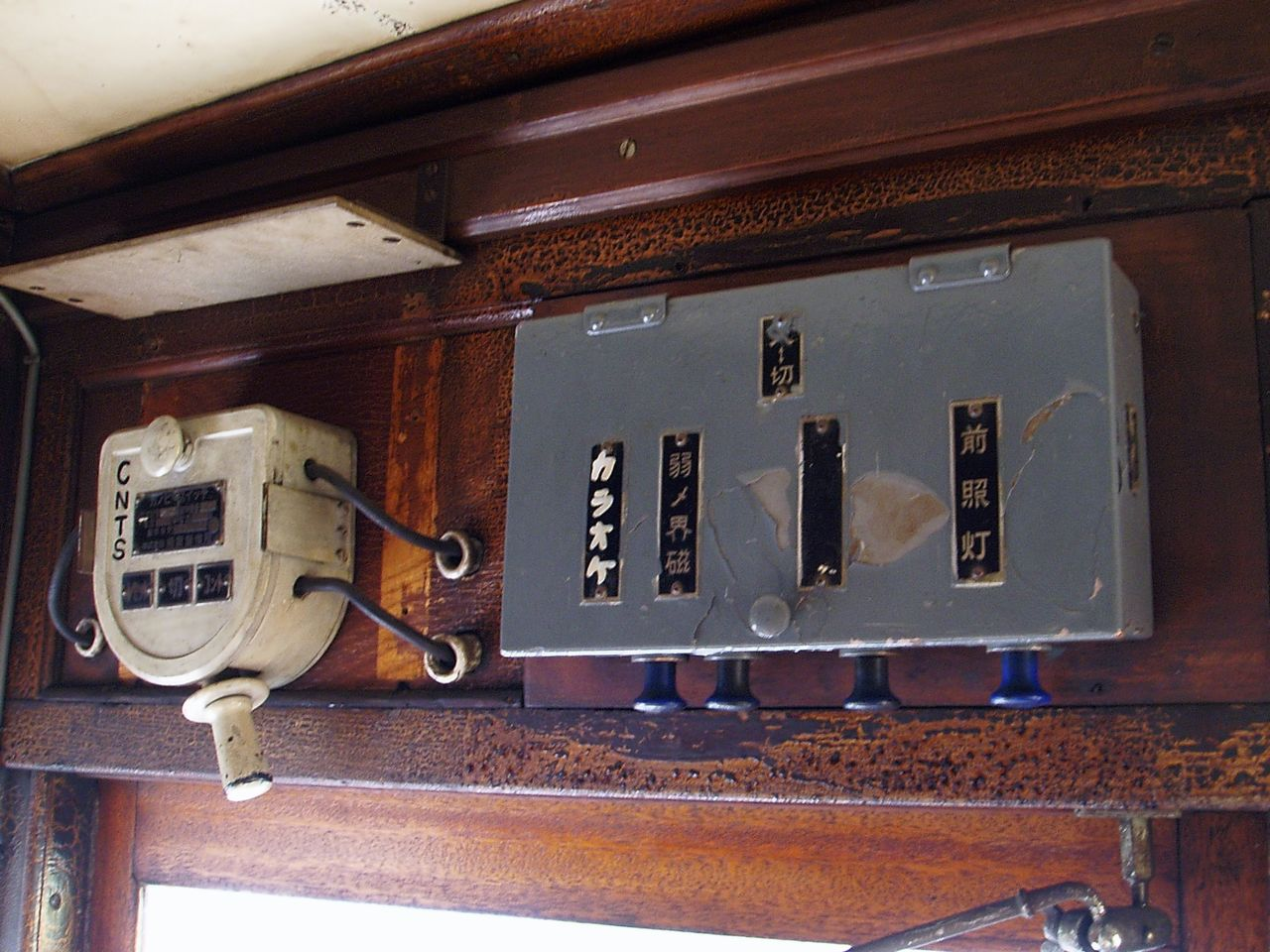
デハニ52はお座敷車両に改装された際にカラオケの電源スイッチが追加された
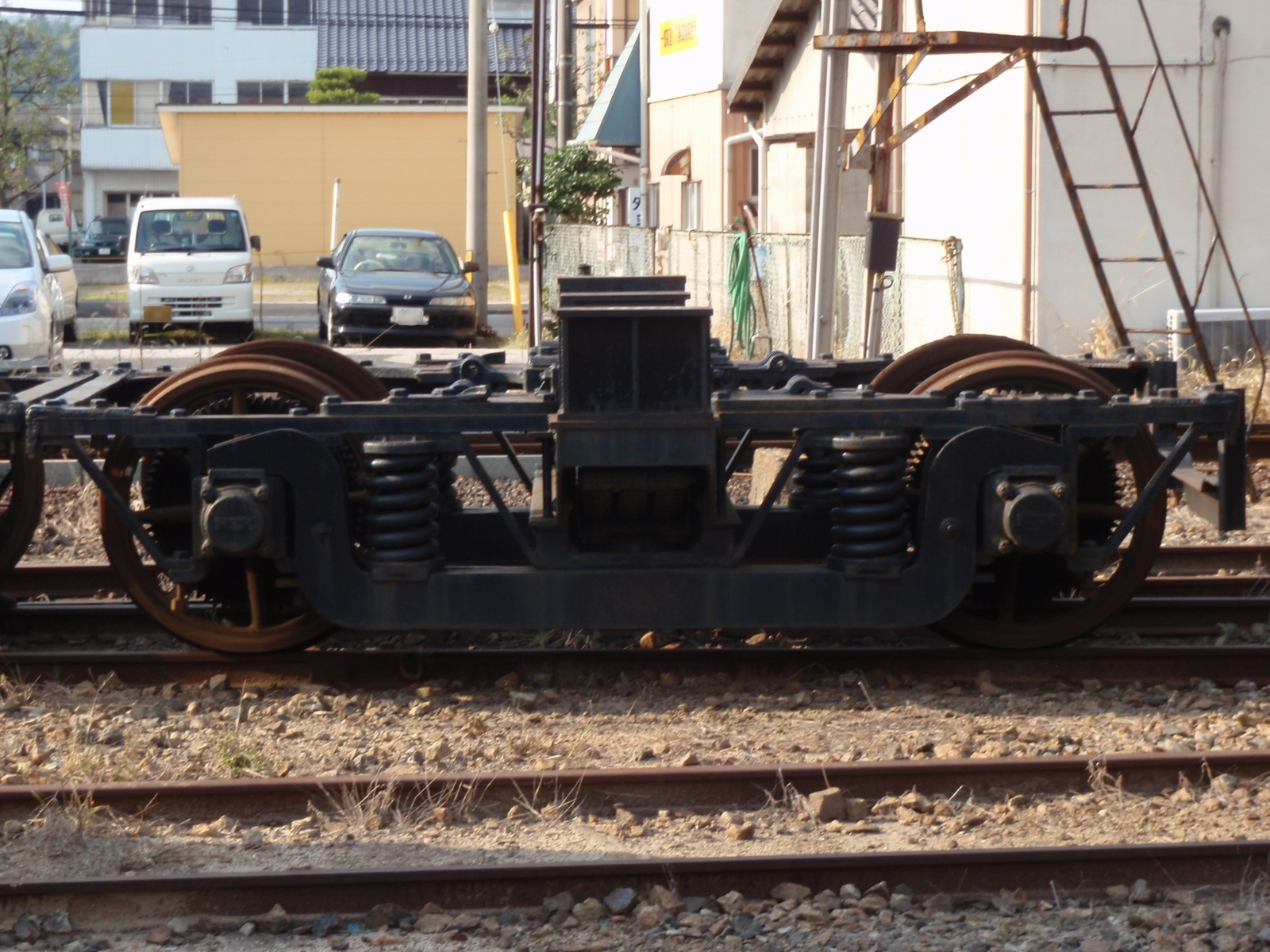
日本車輌製造D16台車